# Пріпонештій-де-Жос
Пріпонештій-де-Жос (рум. Priponeștii de Jos) — село у повіті Галац у Румунії. Входить до складу комуни Пріпонешть.
Село розташоване на відстані 210 км на північний схід від Бухареста, 84 км на північний захід від Галаца, 121 км на південь від Ясс, 149 км на схід від Брашова.

## Населення
За даними перепису населення 2002 року у селі проживали 579 осіб, усі — румуни. Усі жителі села рідною мовою назвали румунську.